# Racing Power FC
O Racing Power Football Club é uma equipa portuguesa de futebol feminino sediada no Seixal. 
A equipa foi fundada em 2020, tendo ingressado na III Divisão Nacional Feminina, no ano seguinte.
Em apenas três anos, o Racing Power conseguiu subir à Primeira Divisão do Campeonato Nacional Feminino, tendo já disputado a final da Taça de Portugal Feminina 2023-24, com o Benfica, tendo perdido a final por 4-1. Para além disso, conta, no seu palmarés, a vitória na Taça Feminina da AF Setúbal 2022/23, e o Troféu Anabela Santos 2023.

## História
O projeto do clube nasceu em 2019, quando Ismael Duarte, patrocinador da da bebida energética RPower Energy Drink e pai da jogadora do Paio Pires Futebol Clube Mariana Duarte, quis que a filha continuasse a sua carreira futebolística, tendo-se unido a Nuno Painço, futuro presidente e pai da jogadora do Benfica B Beatriz Painço, e Pedro Sebastião, futuro vice-presidente e pai da jogadora do Racing Beatriz Sebastião.
No entanto, só no ano seguinte é que o clube foi criado, através de uma cisão do Paio Pires, provocada pela não aceitação da criação de uma SAD no futebol feminino, e com o patrocínio da bebida energética RPower Energy Drink. Atualmente, a esmagadora maioria dos adeptos são das famílias das jogadoras, mas a ambição em criar um clube de futebol exclusivamente feminino e com o objetivo claro de ascender à Primeira Liga, juntamente com os avultados investimentos na modalidade, sempre atraiu a atenção do futebol português, como dos treinadores Nuno Cristóvão e João Marques.
Com a estreia na III Divisão Nacional Feminina, e a reestruturação feita nos anos seguintes (com a criação das equipas Sub-17 e Sub-19), o clube foi tendo um progresso constante, qualificando-se para o Campeonato Nacional II Divisão Feminino e sendo campeã na Divisão, na época 2022-23. Já liderada por João Marques, disputou a final da Taça de Portugal Feminina 2023-24, com o Benfica, perdendo por 4-1. Para além disso, conta, no seu palmarés, a vitória na Taça Feminina da AF Setúbal 2022/23, e o Troféu Anabela Santos 2023.
Algumas das jogadoras mais conhecidas do clube, incluem Beatriz Rodrigues, que marcou 5 golos e 6 assistências durante a época 2023-24, Ashley Barron. Defesa do Ano em 2022, nos campeonatos universitários norte-americanos, pelo Cincinnati,[carece de fontes?] Ana Filipa Assucena, antiga jogadora do SF Damaiense, e Gerda Konst.

## Plantel
Atualizado de acordo com o website oficial do Racing Power FC a 31 de agosto de 2024.

### Jogadoras
| Guarda-Redes | Guarda-Redes | Guarda-Redes    |
| Nº           | Nac.         | Nome            |
| ------------ | ------------ | --------------- |
| 46           | Camarões     | Michaely Bihina |

| Defesas | Defesas        | Defesas           |
| Nº      | Nac.           | Nome              |
| ------- | -------------- | ----------------- |
| 3       | Paraguai       | Tania Ayala       |
| 5       | Portugal       | Bárbara Azevedo   |
| 11      | Estados Unidos | Jenna Tivnan      |
| 14      | Portugal       | Carolina Pocinho  |
| 23      | Portugal       | Mariana Campino   |
| 25      | Portugal       | Beatriz Rodrigues |
| 27      | Portugal       | Matilde Figueiras |
| 28      | Portugal       | Joana Pinheiro    |

| Médios | Médios    | Médios            |
| Nº     | Nac.      | Nome              |
| ------ | --------- | ----------------- |
| 2      | Portugal  | Kala McDaniel     |
| 8      | Portugal  | Catarina Ferreira |
| 10     | Finlândia | Sini Laaksonen    |
| 16     | Paraguai  | Dulce Quintana    |

| Avançados | Avançados      | Avançados         |
| Nº        | Nac.           | Nome              |
| --------- | -------------- | ----------------- |
| 4         | Estados Unidos | Jennifer Vetter   |
| 7         | Cabo Verde     | Eviline Varela    |
| 9         | Canadá         | Holly O’Neill     |
| 13        | Nigéria        | Mercy Idoko       |
| 15        | Cabo Verde     | Ivânia Moreira    |
| 17        | Portugal       | Neuza Besugo      |
| 18        | Portugal       | Ana Rocha         |
| 20        | Portugal       | Solange Carvalhas |
| 29        | Camarões       | Doly Djiatio      |
| 77        | Portugal       | Carolina Santana  |
| 99        | Portugal       | Sara Gonçalves    |

### Equipa técnica
| Nac.     | Nome              | Cargo                        |
| -------- | ----------------- | ---------------------------- |
| Portugal | João Marques      | Treinador[carece de fontes?] |
| Portugal | Ismael Silvério   | Treinador adjunto            |
| Portugal | Guilherme Sampaio | Treinador adjunto            |
| Portugal | Luís Coentrão     | Treinador adjunto            |
| Portugal | Daniel Mémé       | Treinador de guarda-redes    |
| Portugal | Rodrigo Palma     | Fisioterapeuta               |
| Portugal | Ricardo Monteiro  | Coordenador Técnico          |
| Portugal | Edgar Semedo      | Fisiologista                 |

## Palmarés

### Seniores
| Nacionais | Nacionais                               | Nacionais | Nacionais  |
|           | Competição                              | Títulos   | Temporadas |
| --------- | --------------------------------------- | --------- | ---------- |
|           | III Divisão Nacional Feminina           | 1         | 2020-21    |
|           | Campeonato Nacional II Divisão Feminino | 1         | 2022-23    |
|           | Troféu Anabela Santos                   | 1         | 2023       |
| Regionais |                                         |           |            |
|           | Competição                              | Títulos   | Temporadas |
|           | Taça Feminina da AF Setúbal             | 1         | 2023-24    |